# 29198 Weathers
29198 Weathers este un asteroid din centura principală de asteroizi.

## Descriere
29198 Weathers este un asteroid din centura principală de asteroizi. A fost descoperit pe 18 februarie 1991 la Observatorul Palomar de Eleanor Francis Helin. Asteroidul prezintă o orbită caracterizată de o semiaxă mare de 2,60 ua, o excentricitate de 0,10 și o înclinație de 16,6° în raport cu ecliptica.